# Divisione Nazionale 1938
La Divisione Nazionale 1938 è stata la 17ª edizione del torneo di primo livello del campionato italiano di hockey su pista. Esso è stato organizzato dalla Federazione Italiana Hockey e Pattinaggio a Rotelle.
Il torneo fu vinto dal Pubblico Impiego per la 7ª volta nella sua storia.

## Avvenimenti
Il torneo del 1938 vide al via solo sette club. La formula fu quella del girone all'italiana anche se non fu completato in tutte le sue giornate. Iniziato il 16 maggio si concluse il 11 settembre del 1938. Il Pubblico Impiego ebbe la meglio sulle avversarie laureandosi per la settima volta nella sua storia campione d'Italia.

## Squadre partecipanti
| Club                | Stagione | Città   | Stagione precedente         |
| ------------------- | -------- | ------- | --------------------------- |
| Corniglianese       | dettagli | Genova  | In Divisione Nazionale      |
| DLF Trieste         | dettagli | Trieste | In Divisione Nazionale      |
| Lazio               | dettagli | Roma    | In Divisione Nazionale      |
| Milan               | dettagli | Milano  | In Divisione Nazionale      |
| Monza GRF M.Bianchi | dettagli | Monza   | In Divisione Nazionale      |
| Novara              | dettagli | Novara  | In Divisione Nazionale      |
| Pubblico Impiego    | dettagli | Trieste | Campione d'Italia in carica |

## Risultati
| 1ª giornata    |                                      |      |
|                |                                      |      |
| 16 maggio 1938 | Novara-Lazio                         | 10-3 |
| 16 maggio 1938 | Monza-Milan                          | 8-3  |
| 16 maggio 1938 | DLF Trieste-Pubblico Impiego Trieste | 1-3  |
| 16 maggio 1938 | Milan-Novara                         | 1-3  |
| 16 maggio 1938 | Lazio-Pubblico Impiego Trieste       | 0-1  |

| 2ª giornata    |                                |     |
|                |                                |     |
| 25 giugno 1938 | Monza-Lazio                    | 7-3 |
| 25 giugno 1938 | Milan-Pubblico Impiego Trieste | 1-7 |

| 3ª giornata   |                     |     |
|               |                     |     |
| 3 luglio 1938 | Corniglianese-Lazio | 5-3 |

| 4ª giornata    |                                |     |
|                |                                |     |
| 12 luglio 1938 | Monza-Corniglianese            | 3-2 |
| 12 luglio 1938 | Monza-DLF Trieste              | 5-7 |
| 12 luglio 1938 | Pubblico Impiego Trieste-Lazio | 9-0 |

| 5ª giornata    |                                        |     |
|                |                                        |     |
| 21 luglio 1938 | DLF Trieste-Lazio                      | 4-2 |
| 21 luglio 1938 | Corniglianese-Pubblico Impiego Trieste | 0-2 |

| 6ª giornata    |                    |     |
|                |                    |     |
| 30 luglio 1938 | DLF Trieste-Novara | 4-1 |

| 7ª giornata    |                           |     |
|                |                           |     |
| 31 luglio 1938 | Milan-Lazio               | 2-0 |
| 31 luglio 1938 | DLF Trieste-Corniglianese | 2-1 |
| 31 luglio 1938 | Novara-Monza              | 8-0 |

| 8ª giornata   |                                |     |
|               |                                |     |
| 6 agosto 1938 | DLF Trieste-Novara             | 4-1 |
| 6 agosto 1938 | Monza-Pubblico Impiego Trieste | 2-1 |

| 10ª giornata   |             |     |
|                |             |     |
| 21 agosto 1938 | Lazio-Monza | 2-5 |

| 11ª giornata  |                                |     |
|               |                                |     |
| 9 agosto 1938 | Milan-Corniglianese            | 5-1 |
| 9 agosto 1938 | Pubblico Impiego Trieste-Milan | 9-1 |
| 9 agosto 1938 | Novara-Corniglianese           | 9-1 |

| 12ª giornata   |                   |     |
|                |                   |     |
| 23 agosto 1938 | DLF Trieste-Milan | 4-3 |

| 13ª giornata   |                                 |     |
|                |                                 |     |
| 27 agosto 1938 | Monza-DLF Trieste               | 2-2 |
| 27 agosto 1938 | Pubblico Impiego Trieste-Novara | 5-3 |
| 27 agosto 1938 | Corniglianese-Lazio             | 2-0 |

| 14ª giornata      |                                |     |
|                   |                                |     |
| 11 settembre 1938 | Novara-Milan                   | 8-2 |
| 11 settembre 1938 | Lazio-Pubblico Impiego Trieste | 0-5 |

### Classifica
|  | Pos. | Squadra             | Pt | G  | V | N | S  | GF | GS | D   | Note / Qualificazioni |
|  | ---- | ------------------- | -- | -- | - | - | -- | -- | -- | --- | --------------------- |
|  | 1.   | Pubblico Impiego    | 16 | 9  | 8 | 0 | 1  | 42 | 8  | +34 |                       |
|  | 2.   | DLF Trieste         | 13 | 8  | 6 | 1 | 1  | 28 | 18 | +10 |                       |
|  | 3.   | Monza GRF M.Bianchi | 11 | 8  | 5 | 1 | 2  | 32 | 28 | +4  |                       |
|  | 4.   | Novara              | 10 | 8  | 5 | 0 | 3  | 43 | 20 | +23 |                       |
|  | 5.   | Corniglianese       | 4  | 7  | 2 | 0 | 5  | 12 | 24 | -12 |                       |
|  | 6.   | Milan               | 4  | 8  | 2 | 0 | 6  | 18 | 40 | -22 |                       |
|  | 7.   | Lazio               | 0  | 10 | 0 | 0 | 10 | 13 | 50 | -37 |                       |

## Verdetti
| Verdetto               | Club                         |
| ---------------------- | ---------------------------- |
| Campione d'Italia 1938 | Pubblico Impiego (7º titolo) |

### Squadra campione
| N° | Naz.                      | Ruolo | Sportivo          | Anno | Alt. | Peso |
| -- | ------------------------- | ----- | ----------------- | ---- | ---- | ---- |
|    | Italia (bandiera)         | E     | Emilio Bertuzzi   | 1916 |      |      |
|    | Italia (bandiera)         | E     | Ermanno Bertuzzi  |      |      |      |
|    | Italia (bandiera)         | E     | Mario Cergol      | 1911 |      |      |
|    | Italia (bandiera)         | E     | Padovan           |      |      |      |
|    | Italia (bandiera)         | P     | Oliviero Panicari | 1911 |      |      |
|    | Italia (bandiera)         | E     | Narciso Pecorari  |      |      |      |
|    | Italia (bandiera)         | E     | Carlo Pertot      |      |      |      |
|    | Italia (bandiera)         | E     | Giovanni Poser    |      |      |      |
|    | Italia (bandiera)         | E     | Giorgio Veos      |      |      |      |
|    | non conosciuta (bandiera) | All.  |                   |      |      |      |